# Paramphichondrius
Paramphichondrius is een geslacht van slangsterren uit de familie Amphiuridae.

## Soorten
- Paramphichondrius tetradontus Guille & Wolff, 1984